# República Socialista Soviètica del Kirguizstan
La República Socialista Soviètica del Kirguizstan (RSS del Kirguizstan) és el nom que va rebre el Kirguizstan quan va formar part de la Unió Soviètica.
El 14 d'octubre de 1924 es va crear l'Oblast Autònom de Kara-Kirgiuzia que formava part de la República Socialista Federativa Soviètica de Rússia.
Posteriorment va passar a ser la República Socialista Soviètica Autònoma del Kirguizstan que també formava part de la RSFS de Rússia.
Finalment, el 5 de desembre de 1936 va passar a ser una república constituent de l'URSS sota el nom de RSS del Kirgiuzistan.
La independència es va declarar el 31 d'agost de 1991 passant-se a anomenar República del Kirguizstan l'endemà.

## Història
Alguns havien donat suport als basmaci, que advocaven per la independència nacional i el retorn dels vafq, ja que foren obligats a abandonar el nomadisme i col·lectivitzats el 1927-1928, i cap a finals dels 30 ja havien liquidat els intel·lectuals djadidistes. Després del 1937, endemés, totes les manifestacions del passat kirguís descrites al Manas foren dissoltes en els esforços de col·lectivització i industrialització: mesquites i madrasses convertides en museus, i russificació educativa primer en alfabet llatí i després en ciríl·lic; la shariat i l'adat foren substituïdes pel codi soviètic, els rituals, circumcisions i pelegrinatges foren proscrits. Els matrimonis islàmics, amb les pràctiques del kalym (el preu de la núvia) i l'ichkari (confinament de les dones en llurs habitacions) foren prohibides. També s'inicià una campanya pel huyum (emancipació de la dona).
La república Socialista Soviètica Autònoma Kirguís o del Kirguizstan es va fundar el 7 de març de 1927 dins la República Federativa Socialista Soviètica Russa i fou elevada a República Socialista Soviètica Kirguís o del Kirguizstan el 5 de desembre de 1936.
Del 1941 al 1951 es va produir l'anomenat afer Manas, quan es va censurar la traducció russa del clàssic èpic kirguís per considerar-lo feudal i panislamista, malgrat la defensa que en va fer el seu traductor, el poeta i diputat Aali Tokombayev.
El 1980 va morir, potser assassinat Sultan Ibrahimov, cap del Consell de Ministres, qui havia reclamat més autonomia, i alguns rezelaren del paper dels serveis soviètics. Quan el març del 1985 fou escollit Mikhaïl Gorbatxov secretari general del PCUS va dimitir el secretari del partit, T. Usubaliyev, substituït per Absamat Masaliyev, qui l'acusa de nepotisme i corrupció i fa dimitir molts ministres, però aviat esdevindrà crític amb la perestroika. Tot i així, el kirguís esdevindrà llengua oficial, i el rus de comunicació interètnica, i s'oposa al multipartidisme.